# Кушерець Дарина Василівна
Дарина Василівна Кушерець (нар. 26 березня 1981) — український науковець-правник, освітянка та громадська діячка, доктор юридичних наук (з 2015), професор (з 2020), співзасновниця та ректор приватного освітнього закладу «Університет штучного інтелекту та цифровізації».

## Життєпис
Дарина народилася в родині українського філософа, члена-кореспондента Національної академії педагогічних наук України, доктора філософських наук, професора Василя Кушерця.
З 1995 по 1998 навчалася в Українському гуманітарному ліцеї КНУ імені Тараса Шевченка з перервою на навчання протягом 1996-1997 років за рекомендацією Французького інституту в Україні у Lycée Jean-Perrin у місті Ліоні, Франція.
В 1998 вступила до Інституту міжнародних відносин Київського національного університету імені Тараса Шевченка, де у 2003 отримала дипломи з відзнакою магістра з міжнародних економічних відносин, перекладача французької мови. Водночас у 2002-2003 навчалася в магістратурі з міжнародних економічних відносин Альбертського університету в Едмонтоні, Канада, згідно з міжурядовою програмою Україна – Канада.
У 2003-2006  — аспірантка кафедри «Міжнародні економічні відносини» Інституту міжнародних відносин КНУ імені Тараса Шевченка, де захистила дисертацію і отримала науковий ступінь кандидата економічних наук за спеціальністю «Світове господарство і міжнародні економічні відносини».
З вересня 2006 по липень 2007 далі в тому ж Інституті міжнародних відносин, тільки тепер уже як викладач. З лютого 2009 по лютий 2011 працювала комерційним директором у ТОВ «Юрбудінвест», а з квітня 2011 по січень 2012 – комерційним директором ТОВ «МБК-Інвест», суміщуючи свою роботу з посадою доцента приватного «Університету сучасних знань», яку займала з листопада 2009 по квітень 2016.  Водночас у 2012-2015 була докторанткою Інституту законодавства Верховної Ради України, де захистила дисертацію доктора юридичних наук за спеціальністю «Цивільне право цивільний процес; сімейне право; міжнародне приватне право».
З квітня 2016 по листопад 2020 працює в приватному вищому навчальному закладі «Університет сучасних знань» (професором, проректором з розвитку, в.о. ректора) та за сумісництвом з серпня 2017 по січень 2019 — директором Інвестиційної фінансової компанії «Амантіс».
У грудні 2020 стає співзасновницею, а з січня 2021 — ректором приватного освітнього закладу «Університет штучного інтелекту та цифровізації». Є професором кафедри приватного, публічного права та предиктивного правосуддя в цьому університеті, продюсером освітньої програми «Бізнес-право» та співпродюсером освітньої програми «Діджитал-журналістика»
Одружена, має двох синів: Макарій (нар. 2011) та Захарій (нар. 2013).

## Наукова діяльність і публікації
Досліджує питання інтеграції штучного інтелекту та цифровізації в юридичну діяльність, в управління та адміністрування, а також в освіту. За допомогою технологій машинного навчання розвиває застосування прогнозної аналітики (практика вилучення інформації із набору даних для прийняття рішень в складних процесах) у зазначених галузях та судових процесах. Популяризує впровадження штучного інтелекту в сферу вищої освіти України.
Авторка понад 200 наукових робіт, серед яких три особисті та дві колективні монографії:
1. Кушерець Дарина Василівна - Охорона та захист майнових прав у сфері договірного права України. Знання України. 2005, 463 с. ISBN 978-966-316-371-0[21]
2. Кушерець Дарина Василівна Рейдерство: переділ і захоплення власності (аналіз і протидія) монографія. - К.ДКС центр, 2011. - 600 с. ISBN 978-966-2339-28-4
3. Кушерець Дарина Василівна - Корупція: економічні, правові та соціальні проблеми захисту майнових прав Ун-т сучасних знань.– К. : Знання України, 2012. – 123 с. ISBN 978-966-316-314-7
4. Кушерець Дарина Василівна - Scientific achievements of countries of Europe in the field of legal science. Collective monograph. Riga :Izdevnieciba «Baltija Publishing», 2018. 384 p. 19
5. Кушерець Дарина Василівна - Legislation of EU countries: history, shortcomings and prospects for the development. Collective monograph. Frankfurt: Izdevnieciba «Baltija Publishing» 2019. 360 р

## Громадська діяльність
Є помічником-консультантом на громадських засадах народного депутата України 9-го скликання, Лариси Білозір, асоційованим членом Ради молодих вчених при Міністерстві освіти і науки України, головою експертної групи з економічних дисциплін в Малій академії наук України.
Є ідеологом щорічного конкурсу «Молодий вчений року», що проводиться Радою молодих учених при МОН України, Малою академією наук України та Національною академією наук України.